# Nghi Mỹ
Nghi Mỹ là một xã thuộc huyện Nghi Lộc, tỉnh Nghệ An, Việt Nam.
Năm 2025, xã Nghi Mỹ trở thành thị trấn trực thuộc huyện Nghi Lộc, cùng với 2 thị trấn khác là Quán Hành và Khánh Hợp.
Xã có diện tích 10,52 km², dân số năm 1999 là 4.503 người, mật độ dân số đạt 428 người/km².